# بيوتر كومان
بيوتر كومان (بالبولندية: Piotr Koman)‏ هو لاعب كرة قدم بولندي في مركز الوسط، ولد في 25 يونيو 1985 في Wadowice ‏ في بولندا. لعب مع بوغون شتشين وبييلسكو بياوا.